# Jan Radoszewski
Jan Boksa Radoszewski herbu Oksza – stolnik wieluński w latach 1658-1676.
Był elektorem Michała Korybuta Wiśniowieckiego z ziemi wieluńskiej w 1669 roku, podpisał jego pacta conventa.